# Калиптура
Калиптурите (Calyptura cristata) са вид дребни птици от семейство Тиранови (Tyrannidae), единствен представител на род Calyptura.
Срещат се само в Бразилската атлантическа гора и са много редки – дълго време видът е смятан за изчезнал до наблюдението на две птици през 1996 година. Живеят по двойки, катерейки се по пълзящи растения, където се хранят с насекоми или плодове, според сезона.